# Элеонора де Руа
Элеонора, герцогиня де Руа (фр. Éléonore de Roye, 24 февраля 1535, Шатийон-Колиньи — 23 июля 1564, Конде-ан-Бри) — принцесса Конде.

## Происхождение
Представительница знатного рода де Руа. Её предком был герцог Гай де Руа, она была старшей дочерью и наследницей Шарля де Руа, владетельного сеньора де Руа и де Мюре, графа де Руси. Её мать, аристократка Мадлен де Майи, дама де Конти, была дочерью Луизы де Монморанси и сводной сестрой адмирала Колиньи, д’Андело и кардинала де Шатильона. Элеонора была первой женой Людовика I де Бурбона, принца Конде; как таковая, она была невесткой Антуана Наваррского и тетя короля Генриха IV.

## Биография
Элеонора унаследовала графство Руси через своего отца и титул принцессы Конти через свою мать. 22 июня 1551 года она вышла замуж за Людовика I де Бурбона, принца де Конде в возрасте шестнадцати лет и обратила его в реформатскую (протестантскую) веру. У них было восемь детей, из которых только двое, Генрих и Франсуа, имели потомство.
Во время первой гражданской войны во Франции, особенно между 1560 и 1563 годами, Элеонора и её мать вели важную политическую деятельность в поддержку её мужа, принца Конде. Дважды в то время как Конде был узником ультра-католической семьи Гиз, его жена и тёща систематически армированный его союз с протестантскими немецкими князьями и Елизаветой I Английской. Вооруженная этой поддержкой, Элеонора вела переговоры путём переписки и прямого контакта с регентом Екатериной Медичи. Результатом стал Амбуазский мир и освобождение её мужа.
Скончалась 23 июля 1564 года.